# Le Voyage fantastique du capitaine Drake
Le Voyage fantastique du capitaine Drake (The Immortal Voyage of Captain Drake) est un téléfilm américain réalisé par David Flores et diffusé le 17 janvier 2009 sur Sci-Fi Channel.

## Synopsis
1592, Cadix, le capitaine corsaire anglais Francis Drake affronte le capitaine Sandovate, son rival espagnol. Ils se lancent alors dans une quête au-delà des océans pour trouver le légendaire arbre de la vie.

## Fiche technique
- Titre original : The Immortal Voyage of Captain Drake
- Réalisation : David Flores
- Scénario : Rafael Jordan
- Photographie : Anton Bakarski
- Musique : Lucas Vidal
- Montage : John Quinn
- Décors : Bobby Michaels
- Costumes : Olga Mekikchieva
- Pays d'origine :  États-Unis
- Langue originale : anglais
- Durée : 90 minutes
- Date de diffusion :

## Distribution
- Adrian Paul : Sir Francis Drake
- Temuera Morrison : Don Sandovate
- Wes Ramsey : Peter Easton
- Daniel Kash (en) : Baldassarre Cossa
- Sofia Pernas : Isabella Drake
- Nick Harvey (acteur) : Wendon
- Assen Blatechki (en) : Caetano
- Rafael Jordan : Flores
- Mike Straub : Mullie
- Raicho Vasilev (en) : Moony
- Valentin Ganev (en) : Sayif
- Christopher Okolie : Shankes
- George Zlatarev : Benito De Soto